# کارلوس بوکانگرا

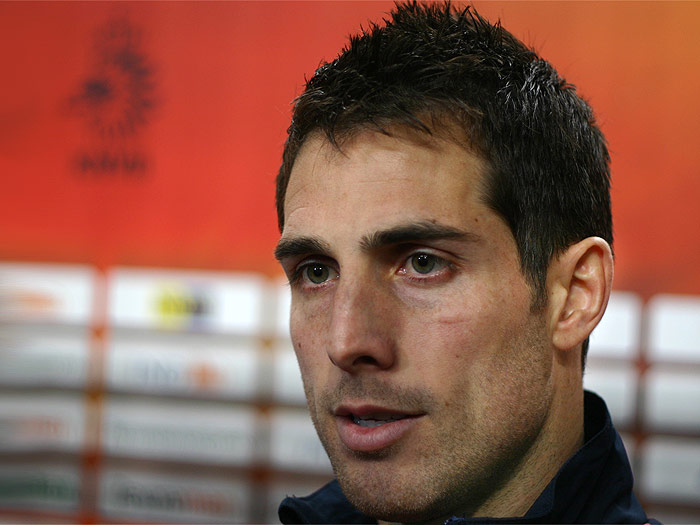

کارلوس مانوئل بوکانگرا (به انگلیسی: Carlos Manuel Bocanegra) زاده ۲۵ مه ۱۹۷۹ در کالیفرنیا، بازیکن فوتبال آمریکایی است.
او مدافع است و سابقه بازی در استاد رنس در لیگ ۱ در فرانسه و تیم‌های فولهام و رنجرز را دارد ‌.